# Speedin’ Bullet 2 Heaven
A Speedin’ Bullet 2 Heaven Kid Cudi, amerikai rapper ötödik stúdióalbuma. 2015. december 4-én jelent meg, a Republic Records és a Wicked Awesome-on keresztül.
Az album teljesen eltávolodik Cudi korábbi munkáitól, kivétel a WZRD, amikor először próbálkozott meg a rock zenével. A Speedin’ Bullet 2 Heaven, amelyet Cudi alternatív zeneként ír le, a Satellite Flight: The Journey to Mother Moon című albumát követi. Egy duplalemez, amelyen 26 dal található. Az A oldalon található a legtöbb eredeti szám, míg a B-oldalt nagyrészt, demók és kivett részletek telítik.
Az albumról két kislemez jelent meg, a Confused! és a Speedin’ Bullet 2 Heaven. Az album megjelenése után Cudi végigturnézta az Egyesült Államokat a The Especial Tour keretei között. A legmagasabb pozíciója a US Billboard 200-on a 36. volt, amivel Cudi legrosszabban teljesítő albuma lett a slágerlistán.

## Háttere
Miután váratlanul megjelentette negyedik albumát, a Satellite Flight: The Journey to Mother Moont (2014), amelyet egy előzetesnek nevezett a Man on the Moon sorozat harmadik részéhez, mindenki annak megjelenését várta. 2015 januárjában, egy interjúban viszont elmondta, hogy lehetséges még egy album kiadása a MOTM3 előtt:
Folyamatosan zenét készítek. Ez a szépsége, hogy nagyon sok anyagom van. És most azon gondolkozom, hogy jó lenne kiadni valamit, mielőtt megjelenik a Man on the Moon III. Mégegy Kid Cudi-album, valami hasonló, mint az Indicud vagy a Satellite Flight, ami csak így egyedül áll, de mégis egy Kid Cudi album. A Man on the Moon III-nak idő kell, de tudom, hogy a rajongóim türelmesek lesznek és ezt nagyon értékelem, köszönöm a türelmet srácok. De a Man on the Moon III úton van, de lehet lesz előtte még egy album.
2015. április 4-én Cudi, Twitteren keresztül jelentette be, hogy nemsokára kiad egy albumot, melynek Speedin’ Bullet 2 Heaven lesz a címe. 2015 júliusában a következőt mondta az LP-ről: „Ez az album 100%-ban a legjobb példája a művészi énemnek.” 2015 augusztusában az albumot olyanoknak ajánlotta, akik mentális betegségekkel küzdenek szerte a világban. Szeptemberben pedig elmondta, hogy az album egy duplalemez lesz, az elsőn lesz az album, míg a másodikon addig kiadatlan dalok, demók és egyéb hasonló dolgok.

## Felvételek és kivitelezése
2015. április 9-én Travis Baker, amerikai dobos elmondta, hogy éppen stúdióban van Cudival és méltatta a következő albumát. Május 15-én Cudi a következőt írta: „Van ez a dal, amit Pat meg én csináltunk egy pár hónapja Londonban, ami minden egyes alkalommal megsirat mikor dalszöveget adok hozzá. [...] Nem voltam ilyen érzelmes egy album készítése közben nagyon rég óta.” Május végén elmondta, hogy nem lesznek kollaborációk az albumon. 2015 júliusában pedig arról beszélt, hogy nem lesznek elektronikus hangok és szintetizátor a Speedin’ Bullet 2 Heaven-ön, csak basszusgitár és gitár, amit ő maga fog játszani, illetve azt is elmondta, hogy már 98%-ban készen áll az album és minden egyes dalnak ő volt a producere, bár néhány helyen Plain Pat is besegített.

## Zene és dalszövegek
A Speedin’ Bullet 2 Heaven egy alternatív rock album. Az album „Kid Cudi és a Nirvana keresztezése sötét szövegekkel, amelyek érintik az öngyilkosság gondolatát és az önértékelést.” „A sötét út, amelyeken a dalszövegek végigmennek, felfedezik a depressziót, az öngyilkosságot és egyéb személyes problémákat, amelyekről soha nem könnyű beszélni a zenén keresztül.” Amikor a hetedik számról beszél, a következőt mondta: „A The Nothing függőségről szól, a kísértéseiről, amelyek hívnak minket.”

## Kiadás és promóció
2015 március 3-án adta ki Cudi hivatalosan az első dalát a Satellite Flight megjelenése óta. A szám, amelynek Love a címe, eredetileg a 2014-es albumra volt írva és feldolgozza a Ratatat Sunblocks című számát. 2015. április 4-én Cudi bejelentette, hogy egy új albumon dolgozik, amelynek Speedin’ Bullet 2 Heaven lesz a címe. Április 25-én azt is elmondta, hogy az album nem egy meglepetés lesz, mint az előző album, hanem a tradicionális úton fogja népszerűsíteni. 2015. május 12-én megmutatott egy részletet az Edge of the Earth című dalból a Twitterén keresztül, de ezt utána gyorsan le is törölte.
2015. június 27-én Cudi azt mondta, hogy a következő hétben sok információt fog kiadni az albumról. Július 4-én bejelentett egy kislemezt, amely augusztus 1-én jelent meg, Confused! címmel. Egy héttel később kiadott egy számot, amely a JFKPSA névre hallgatott. 2015. szeptember végén bemutatta a Confused! albumborítóját, amelyet ő maga tervezett. Október 2-án két új dalt is kiadott, a Wedding Tuxot és a Judgemental C**tot. Eredetileg a Confused!-dal együtt jelentek volna meg kislemezként, de ezt végül nem sikerült létrehozni, ezért Cudi a SoundCloudján keresztül adta ki.
2015. október 27-én nyilvánosságra hozta, hogy az album december 4-én fog megjelenni. Novemberben bejelentette a The Especial Tour turnét, amelyben az Egyesült Államokban turnézott, november és decemberben.
November 13-án bejelentette a számlistát az album A-oldalához. Négy nappal később pedig az albumborítót. A december 4-i megjelenés a digitális kiadás dátuma volt, a rendes LP verziót pedig december 18-ra lehetett várni. Másnap a teljes számlista és minden dal előnézete megjelent egy francia weboldalon.
2015. december 1-én Cudi bejelentette, hogy lemondja a The Especial Tourt személyes indokok miatt. „Nagyon sok mindennel küzdök a magánéletemben is, és ahhoz, hogy a legjobb élményt tudjam átadni és épeszű maradjak, muszáj újragondolnom dolgokat.” Azért, hogy kárpótoljon a lemondásért, kiadta a Speedin’ Bullet 2 Heaven című számot a második kislemezként.
Később az albumot kazettán is kiadták, amelyet Cudi az igazi formájának nevezett.

## Kereskedelmi teljesítménye
A Speedin’ Bullet 2 Heaven 36. helyen debütált a US Billboard 200-on. 19,365 példány kelt el belőle az első héten. Ezzel Cudi legrosszabban teljesítő albuma lett.

## Számlista
Az összes dal írója és producere Kid Cudi, kivéve, ahol az másképp van feltüntetve
| A-oldal | A-oldal                                                                  | A-oldal | A-oldal | A-oldal | A-oldal | A-oldal | A-oldal | A-oldal | A-oldal |
|         | Cím                                                                      | Hossz   |         |         |         |         |         |         |         |
| ------- | ------------------------------------------------------------------------ | ------- | ------- | ------- | ------- | ------- | ------- | ------- | ------- |
| 1.      | Edge of the Earth / Post Mortem Boredom                                  | 4:43    |         |         |         |         |         |         |         |
| 2.      | Confused!                                                                | 3:56    |         |         |         |         |         |         |         |
| 3.      | Man in the Night (szerzők: Scott Mescudi és Mike Judge)                  | 3:50    |         |         |         |         |         |         |         |
| 4.      | Screwed                                                                  | 2:27    |         |         |         |         |         |         |         |
| 5.      | Fade 2 Red                                                               | 2:57    |         |         |         |         |         |         |         |
| 6.      | Adventures (szerzők: Mescudi és Judge, producer: Plaint Pat és Kid Cudi) | 6:10    |         |         |         |         |         |         |         |
| 7.      | The Nothing                                                              | 3:30    |         |         |         |         |         |         |         |
| 8.      | Amen                                                                     | 3:04    |         |         |         |         |         |         |         |
| 9.      | Handle with Care (szerzők: Mescudi és Judge)                             | 3:45    |         |         |         |         |         |         |         |
| 10.     | Judgemental C**t                                                         | 3:05    |         |         |         |         |         |         |         |
| 11.     | Séance Chaos                                                             | 1:53    |         |         |         |         |         |         |         |
| 12.     | Fairy Tale Remains                                                       | 3:06    |         |         |         |         |         |         |         |
| 13.     | Wedding Tux                                                              | 2:32    |         |         |         |         |         |         |         |
| 14.     | Angered Kids                                                             | 3:31    |         |         |         |         |         |         |         |
| 15.     | Red Sabbath (szerzők: Mescudi és Judge)                                  | 4:38    |         |         |         |         |         |         |         |
| 16.     | Fuchsia Butterflies                                                      | 2:45    |         |         |         |         |         |         |         |
| 17.     | Speedin' Bullet 2 Heaven (producer: Plaint Pat és Kid Cudi)              | 4:34    |         |         |         |         |         |         |         |
| 18.     | Embers                                                                   | 3:00    |         |         |         |         |         |         |         |
| 63:26   |                                                                          |         |         |         |         |         |         |         |         |

| B-oldal | B-oldal                                            | B-oldal | B-oldal | B-oldal | B-oldal | B-oldal | B-oldal | B-oldal | B-oldal |
|         | Cím                                                | Hossz   |         |         |         |         |         |         |         |
| ------- | -------------------------------------------------- | ------- | ------- | ------- | ------- | ------- | ------- | ------- | ------- |
| 1.      | Anomaly (demófelvétel)                             | 4:34    |         |         |         |         |         |         |         |
| 2.      | The Return of Chip Douglas (demófelvétel)          | 4:15    |         |         |         |         |         |         |         |
| 3.      | Trauma                                             | 2:44    |         |         |         |         |         |         |         |
| 4.      | Wait! (demófelvétel)                               | 1:58    |         |         |         |         |         |         |         |
| 5.      | Insides Out                                        | 3:07    |         |         |         |         |         |         |         |
| 6.      | Speedin' Bullet 2 Heaven (akusztikus demófelvétel) | 3:24    |         |         |         |         |         |         |         |
| 7.      | Worth                                              | 5:17    |         |         |         |         |         |         |         |
| 8.      | Melting                                            | 2:37    |         |         |         |         |         |         |         |
| 27:56   |                                                    |         |         |         |         |         |         |         |         |

## Előadók
- Kid Cudi – basszusgitár, executive producer, gitár, vokál, producer
- Dennis Cummings – executive producer
- Iain Findlay – hangmérnök, keverés
- Anthony Kilhoffer – hangmérnök, keverés
- Kyledidthis – művészi kivitelezés
- Gavin Lurssen – masterelés
- Oladipo Omishore (Dot da Genius) – basszusgitár
- Patrick Reynolds – producer

## Slágerlisták
| Slágerlisták (2015)                    | Legmagasabb pozíció |
| -------------------------------------- | ------------------- |
| US Billboard 200                       | 36                  |
| US Top Rock Albumok (Billboard)        | 5                   |
| US Top Alternative Albumok (Billboard) | 3                   |

## Kiadások
| Ország           | Dátum              | Formátum                      | Kiadó                                      |
| ---------------- | ------------------ | ----------------------------- | ------------------------------------------ |
| Egyesült Államok | 2015. december 4.  | digitális letöltés, streaming | Wicked Awesome Records, Universal Republic |
| Egyesült Államok | 2015. december 18. | CD                            | Wicked Awesome Records, Universal Republic |
| Egyesült Államok | 2016. október 26.  | kazetta                       | Wicked Awesome Records, Universal Republic |